# Karl Gruenberg
Karl Gruenberg   (Viena, 3 de juny de 1928 - Londres, 10 d'octubre de 2007) va ser un matemàtic britànic, nascut a Viena.

## Vida i Obra
Gruenberg va passar la seva primera infància a Viena, però després de l'annexió d'Austria pel Tercer Reich la família temia pel seu futur, ja que eren jueus. El març de 1939 va abandonar Austria amb un dels trens de Kindertransport, viatges organitzats pel Regne Unit per protegir nens jueus. Els primers mesos a la Gran Bretanya van ser molt penosos: un nen sol que no sabia anglès a Dorset. Afortunadament, la seva mare també va aconseguir fugir i retrobar-se; el 1943 van anar a viure a Londres, on va ser escolaritzat obtenint el 1947 una beca pel Magdalene College de Cambridge. El 1950 es va graduar i el 1954 va obtenir el doctorat de la universitat de Cambridge amb una tesi dirigida per Philip Hall.
El 1953 ja havia obtingut un nomenament temporal de professor ajudant al Queen Mary College de la universitat de Londres, però, en obtenir una beca especial, es va estar a la universitat Harvard i a l'Institut d'Estudis Avançats de Princeton dos cursos. El 1957 va retornar al Queen Mary College on va fer tota la seva carrera acadèmica fins que es va retirar el 1993, passant a ser professor emèrit.
Gruenberg va ser pioner en els seus treballs sobre la visió homológica de la teoria de grups i sobre les propietats residuals dels grups. En aquests camps Gruenberg va aplicar a la teoria de grups tècniques desenvolupades originalment per a la geometria de la continuïtat, cosa que el va portar al llarg dels anys cap a la teoria de la representació i, més darrerament, a la teoria de nombres. El congrés d'Ischia de teoria de grups del 2010 va estar dedicat a la seva memòria.